# Lempholemma dispansum
Lempholemma dispansum är en lavart som beskrevs av H.Magn.. Lempholemma dispansum ingår i släktet Lempholemma, och familjen Lichinaceae. Arten är reproducerande i Sverige.